# Guettarda fontanesii
Guettarda fontanesii är en måreväxtart som beskrevs av Dc.. Guettarda fontanesii ingår i släktet Guettarda och familjen måreväxter.
Artens utbredningsområde är Bolivia. Inga underarter finns listade i Catalogue of Life.